# 347 Pariana
Pariana (asteroide 347) é um asteroide da cintura principal com um diâmetro de 51,36 quilómetros, a 2,1842239 UA. Possui uma excentricidade de 0,1641544 e um período orbital de 1 542,96 dias (4,22 anos).
Pariana tem uma velocidade orbital média de 18,42498755 km/s e uma inclinação de 11,69434º.
Este asteroide foi descoberto em 28 de Novembro de 1892 por Auguste Charlois.